# NGC 4760
NGC 4760 is een elliptisch sterrenstelsel in het sterrenbeeld Maagd. Het hemelobject werd op 30 maart 1876 ontdekt door de Duitse astronoom Friedrich August Theodor Winnecke.

## Synoniemen
- MCG -2-33-41
- PGC 43763